# یانیک شومان
یانیک شومان (آلمانی: Jannik Schümann؛ زادهٔ ۳۰ نوامبر ۱۹۹۲) هنرپیشه و صدا پیشه اهل آلمان است.
از فیلم‌ها یا برنامه‌های تلویزیونی که وی در آن نقش داشته‌است می‌توان به باربارا، مرکز دنیای من، و عواقب اشاره کرد.
وی در ۲۶ دسامبر ۲۰۲۰ اعلام کرد همجنس‌گراست.